# Cleora schulzei
Cleora schulzei là một loài bướm đêm trong họ Geometridae.